# Analogia da linha dividida
A analogia da linha dividida (em grego:  γραμμὴ δίχα τετμημένη) é apresentada pelo filósofo grego Platão na República (509d-511e). Está escrita como um diálogo entre Glaucão e Sócrates, no qual este detalha ainda mais a Analogia do Sol imediatamente anterior, a pedido do primeiro. Sócrates pede a Glaucão que não apenas visualize tal linha desigualmente dividida, mas que imagine dividir ainda mais cada um dos dois segmentos. Sócrates explica que os quatro segmentos resultantes representam quatro 'afetos' (παθήματα) da psique separados. As duas seções inferiores representam o visível, enquanto as duas superiores representam o inteligível. Essas afeições são descritas em sucessão como correspondendo a níveis crescentes de realidade e verdade, da conjectura (εἰκασία) à crença (πίστις), ao pensamento (διάνοια) e, finalmente, à compreensão (νόησις). Além disso, essa analogia não apenas elabora uma teoria da psique, mas também apresenta visões metafísicas e epistemológicas. 

## Descrição
Na República (509d-510a), Platão descreve a linha dividida da seguinte maneira:
Agora tome uma linha que foi cortada em duas partes desiguais e divida cada uma delas novamente na mesma proporção, e suponha as duas divisões principais a corresponder, uma ao visível e a outra ao inteligível, e depois compare as subdivisões em relação à sua clareza e falta de clareza, e você descobrirá que a primeira seção na esfera do visível consiste em imagens. E por imagens quero dizer, em primeiro lugar, sombras e, em segundo lugar, reflexos na água e em corpos sólidos, lisos e polidos e coisas do tipo: Você entende?

Sim, eu entendo.

A Linha Dividida - (AC) é geralmente considerada como representando o mundo visível e (CE) como representando o mundo inteligível.

Imagine, agora, a outra seção, da qual essa é apenas a semelhança, incluindo os animais que vemos e tudo o que cresce ou é feito.
Esta imagem serve como uma espécie de medidor entre os graus da realidade sensível aos da realidade inteligível. Na primeira parte, nós repartimos a linha nas duas realidades existentes, sensível e inteligível. Cada sub parte  é dividida mais uma vez. Por um lado, temos no plano do sensível imagens derivadas de seus modelos originais como as sombras e os reflexos na água. Elas são tidas menos claras que os seus respectivos modelos, os objetos de onde provém. Na parte inteligível, temos um pensamento que parte das hipóteses acerca da geometria e da aritmética (os ângulos, o par e o ímpar). Assim, não temos o princípio, mas encontramos a conclusão. Platão argumenta que estando preso pelo que se parece o quadrado e o triângulo, a partir das hipóteses não se chega àquilo que eles realmente são. Ao contrário, saber aquilo que é o quadrado faz com que se chegue ao mundo das ideias. Nesse segmento, mais elevado do inteligível do que o primeiro sustentado pelas hipóteses, usamos elas apenas como degraus que permitem chegar ao que essas formas realmente são. O conhecimento a partir das hipóteses é chamado de entendimento, enquanto o verdadeiro saber chamamos de inteligência. A opinião é o saber mais fraco nesse modelo. O entendimento é aquele que se coloca entre opinião e inteligência. No fim das contas temos graduada a linha de níveis de conhecimento: suposição - o mais fraco - a fé, o entendimento e a inteligência.

## O mundo visível
Assim, AB representa sombras e reflexos das coisas físicas, e BC as próprias coisas físicas. Estes correspondem a dois tipos de conhecimento, a ilusão (εἰκασία eikasia) de nossa experiência cotidiana comum e a crença (πίστις pistis) sobre objetos físicos discretos que projetam suas sombras. No Timeu, a categoria de ilusão inclui todas as "opiniões das quais as mentes das pessoas comuns estão cheias", enquanto as ciências naturais estão incluídas na categoria de crença.

## O mundo inteligível
De acordo com algumas traduções, o segmento CE, representando o mundo inteligível, é dividido na mesma proporção que AC, fornecendo as subdivisões CD e DE (pode-se verificar facilmente que CD deve ter o mesmo comprimento que BC: 
Existem duas subdivisões, na parte inferior das quais a alma usa as figuras dadas pela divisão anterior como imagens; a investigação só pode ser hipotética e, em vez de subir para um princípio, desce para o outro fim; na mais alta das duas, a alma deixa de lado as hipóteses e segue um princípio que está acima das hipóteses, não fazendo uso de imagens como no caso anterior, mas procedendo apenas nas e através das próprias ideias (510b).
Platão descreve CD, o "mais baixo" deles, como envolvendo raciocínio matemático (διάνοια dianoia), onde são discutidos objetos matemáticos abstratos, como linhas geométricas. Tais objetos estão fora do mundo físico (e não devem ser confundidos com os desenhos dessas linhas, que se enquadram no mundo físico BC). No entanto, são menos importantes para Platão do que os assuntos de entendimento filosófico (νόησις noesis), o "mais alto" dessas duas subdivisões (DE): 
E quando eu falo da outra divisão do inteligível, você vai entender que eu falo desse outro tipo de conhecimento que a própria razão alcança pelo poder da dialética, usando as hipóteses não como primeiros princípios, mas apenas como hipóteses - ou seja, digamos, como passos e pontos de partida para um mundo que está acima das hipóteses, para que ela possa ir além deles até o primeiro princípio do todo (511b).
Platão aqui está usando o relacionamento familiar entre objetos comuns e suas sombras ou reflexões, a fim de ilustrar o relacionamento entre os fenômenos do mundo físico como um todo e o mundo das Ideias (Formas) como um todo. O primeiro é constituído por uma série de reflexões passageiras do último, que é eterno, mais real e "verdadeiro". Além disso, o conhecimento que temos das Ideias - quando de fato o temos - é de uma ordem superior ao conhecimento do mero mundo físico. Em particular, o conhecimento das formas leva ao conhecimento da Ideia (Forma) do Bem.

## Resumo tabular da linha dividida
| Segmento | Tipo de conhecimento ou opinião | Afeição da psique                                                                    | Tipo de objeto                                                                              | Método da psique ou olho | Verdade e realidade relativa |
| -------- | ------------------------------- | ------------------------------------------------------------------------------------ | ------------------------------------------------------------------------------------------- | --- | ---------------------------- |
| DE       | Noesis (νόησις)                 | Conhecimento (Compreensão): compreensão apenas do Inteligível (νοητόν)               | Somente Ideias, às quais a existência e a verdade são dadas pelo Bem em si (τὸ αὐτὸ ἀγαθόν) | A Psique examina todas as hipóteses pela Dialética sem fazer uso de semelhanças, sempre caminhando em direção a um Primeiro Princípio | Mais alta                    |
| CD       | Dianoia (διάνοια)               | Conhecimento (Pensamento): pensamento que reconhece, mas não é apenas do Inteligível | Algumas Ideias, especificamente as de geometria e número                                    | A Psique assume hipóteses enquanto faz uso de semelhanças, sempre caminhando para conclusões finais                                   | Alta                         |
| BC       | Pistis (πίστις)                 | Opinião (crença): crença sobre coisas visíveis                                       | coisas visíveis (ὁρατά)                                                                     | O olho faz previsões prováveis ao observar coisas visíveis                                                                            | baixa                        |
| AB       | Eikasia ( εἰκασία )             | Opinião (imaginação): conjecturas sobre semelhanças                                  | semelhanças de coisas visíveis (εἰκόνες)                                                    | O olho faz suposições ao observar semelhanças de coisas visíveis                                                                      | mais baixa                   |

## Importância metafísica
A analogia da linha dividida é a pedra angular da estrutura metafísica de Platão. Essa estrutura ilustra o quadro geral da metafísica, epistemologia e ética de Platão, tudo em um. Não é suficiente para o filósofo entender as Ideias (Formas), ele também deve entender a relação das Ideias com todos os quatro níveis da estrutura para poder conhecer alguma coisa. Na República, o filósofo deve entender a Ideia de Justiça para viver uma vida justa ou para organizar e governar um estado justo.
A linha dividida também serve como guia para a maioria das metafísicas passadas e futuras. O nível mais baixo, que representa "o mundo do devir e do desaparecimento" (República, 508d), é o modelo metafísico para uma filosofia heraclitiana de fluxo constante e para a filosofia protagoreana de aparência e opinião. O segundo nível, um mundo de objetos físicos fixos, também se tornou o modelo metafísico de Aristóteles. O terceiro nível pode ser um nível de matemática pitagórico. O quarto nível é a realidade parmenidiana ideal de Platão, o mundo das Ideias de mais alto nível.

## Significado epistemológico
Platão mantém uma noção muito estrita de conhecimento. Por exemplo, ele não aceita conhecimento sobre um assunto, nem percepção direta (veja Teeteto), nem crença verdadeira sobre o mundo físico (o Meno) como conhecimento. Não é suficiente para o filósofo entender as Ideias (Formas), ele também deve entender a relação das Ideias com todos os quatro níveis da estrutura para poder conhecer alguma coisa. Por essa razão, na maioria dos diálogos socráticos anteriores, Sócrates nega conhecimento a si próprio e aos outros.
Para o primeiro nível, "o mundo do devir e do desaparecer", Platão nega expressamente a possibilidade de conhecimento. A mudança constante nunca permanece a mesma; portanto, as propriedades dos objetos devem se referir a diferentes Ideias em momentos diferentes. Observe que, para que seja possível o conhecimento, que Platão acreditava, os outros três níveis devem ser imutáveis. O terceiro e quarto nível, matemática e ideias, já são eternos e imutáveis. No entanto, para garantir que o segundo nível, o mundo físico e objetivo, também seja imutável, Platão, na República, o Livro 4 introduz restrições axiomáticas empiricamente derivadas que proíbem ambos o movimento e perspectivas mutantes.